# Safed
Safed (hebräisch צְפַת Zfat; arabisch صفد Safad, DMG Ṣafad) ist eine 840 m hoch gelegene Stadt in Galiläa im Nordbezirk Israels. Sie befindet sich auf einem der höchsten Berge des oberen Galil (hebräisch גליל עליון Galil Elyon). 2018 hatte sie 35.715 Einwohner.
Safed ist eine der vier Heiligen Städte im Judentum, zusammen mit Jerusalem, Hebron und Tiberias. Bedeutung erlangte Safed als ein wichtiger Ort jüdischer Gelehrsamkeit und war lange Zeit ein geistiges Zentrum der Kabbala.

## Geschichte

### Antike und Imperium Romanum
Die erste historisch greifbare Erwähnung findet die Stadt um das Jahr 66 n. Chr. Damals ließ Flavius Josephus zur Verteidigung gegen den bevorstehenden Angriff der Römer im Jüdischen Krieg einige galiläische Bergdörfer befestigten und zu Bollwerken ausbauen. Unter diesen Orten wird auch Sepph (griechisch Σεπφ) genannt, womit möglicherweise Safed gemeint sein könnte. Im Jerusalemer Talmud wird Safed als einer der Berggipfel erwähnt, von denen zur Zeit des Herodianischen Tempels Feuersignale übermittelt wurden.

### Islamische Expansion und Kreuzzüge
Nach dem Ersten Kreuzzug errichteten die Kreuzfahrer hier im Jahr 1102 eine Burg. Diese wurde von Saladin belagert und ihm am 6. Dezember 1188 gegen freien Abzug der Garnison nach Tyros übergeben. Nach dem Kreuzzug Theobalds von Champagne erneuerten französische Templer 1240 die Burg. Ab Juni 1266 wurde die Burg von den ägyptischen Mamluken belagert. Am 23. Juli ergaben sich die Tempelritter gegen die Zusicherung freien Abzugs zur Küste.

### Alhambra-Edikt, jüdische Gelehrsamkeit und Osmanisches Reich
Sultan Baibars ließ jedoch die 1500 Mann der Garnison enthaupten. Ein einziger Franke wurde verschont und nach Akkon geschickt, um von der Hinrichtung zu berichten. Die Mamluken machten Safed zur Hauptstadt des nördlichen Galiläa.
Laut der Forschung des Historikers Amnon Cohen in osmanischen Steuerregistern kann die Bevölkerung von Safed für das Steuerjahr 1525/1526 auf rund 5700 Menschen geschätzt werden. Die Zahl wuchs auf 11.100 um 1555/1556 und auf 12.000 in den Jahren 1567/1568. Im 16. Jahrhundert wurde Safed unter osmanischer Herrschaft zur „jüdischen“ Stadt. Um 1550 lebten hier annähernd 10.000 Juden, von denen viele 1492 vor der Verfolgung durch die sogenannten Katholischen Könige aus Spanien geflohen waren und ihre Kenntnisse in der Textilherstellung mitbrachten.
Viele bedeutende jüdische Gelehrte („Goldene Ära von Safed“), unter ihnen die Rabbiner Josef Karo, Moses Cordovero und Isaak Luria, siedelten sich hier an und festigten den Ruf Safeds als Zentrum der Kabbala. 1563 wurde hier die erste hebräische Druckerei Palästinas gegründet. Im 17. Jahrhundert war Safed eine der Hochburgen der messianischen Bewegung von Schabbtai Zvi (Sabbatianismus). Von hier stammte eine von Schabbtai Zvis Frauen.
Die lokale Textilproduktion ging im 17. Jahrhundert stark zurück, da sie, anders als in Nablus, teurere Wollerzeugnisse exportierte. Die ausländische Konkurrenz, hauptsächlich aus Frankreich, brachte sie in Not. 1834 gab es tödliche Angriffe gegen Juden. 1854 kam der Reisende Melchior de Vogüé nach Safed und stellte fest, dass die Menschen der jüdischen Gemeinde ein bitteres Leben führten und Beleidigungen seitens der Christen, wie auch der Muslime zu ertragen hatten. Die Juden in Safed wurden mit dem Eintreffen der Zionisten auch von diesen etwas abwertend als „Alter Jischuv“ bezeichnet.

### Zeitalter der europäischen Expansion und Moderne
Im 18. und 19. Jahrhundert verlor die Stadt an Bedeutung und wurde auch durch verschiedene Erdbeben schwer beschädigt. Um 1908 gründeten junge Juden, Christen und Muslime eine Sektion des Komitees für Einheit und Fortschritt, um, wie sie erklärten, die Zweite Osmanische Verfassung und die von ihr „gewährten Gesetze und Rechte zu verteidigen“. Die Zahl der Bevölkerung, auch der jüdischen Bevölkerung ging in dieser Zeit zurück; Letztere erreichte ihren Tiefststand während der Zeit des britischen Mandats. Am 29. August 1929 wurden im Rahmen der Ausschreitungen in Safed ca. 20 jüdische Bewohner ermordet.
Am 16. April 1948 zog Großbritannien seine Truppen aus Safed ab. Zur Zeit des Palästinakrieges im Jahr 1948 lebten in Safed 12.000 Araber und 1700 Juden. Während des Krieges versuchten arabische lokale Milizen und Einheiten der Arabischen Befreiungsarmee das jüdische Viertel, das vor allem von „Ultraorthodoxen“ bewohnt war, zu erobern. Dieser Versuch wurde von Truppen der Haganah verhindert. Im Mai 1948 gelang es der Haganah, die strategisch wichtigen Punkte um die Stadt in der Operation Yiftah zu erobern. Nach der Sprengung zweier benachbarter Dörfer (Massaker von Ein el-Seitun am 1. Mai) und Mörserfeuer durch die Haganah floh die arabische Bevölkerung. Nach der Eroberung der Stadt wies die Haganah die verbliebenen Araber in den Libanon aus oder deportierte sie nach Haifa.
Nach der Staatsgründung erhielt Safed den Status einer Entwicklungsstadt. Ein wichtiger Wirtschaftszweig ist heute wegen des historischen Erbes und wegen der Höhenlage der Tourismus.
Im Zuge der Israel-Hisbollah-Krise 2006 schlugen auch in Safed Katjuscha-Raketen ein, die die Hisbollah-Miliz im Südlibanon abgefeuert hatte. Insgesamt 471 Geschosse gingen auf die Stadt nieder. Unter anderem wurden ein Krankenhaus und eine Schokoladenfabrik getroffen.

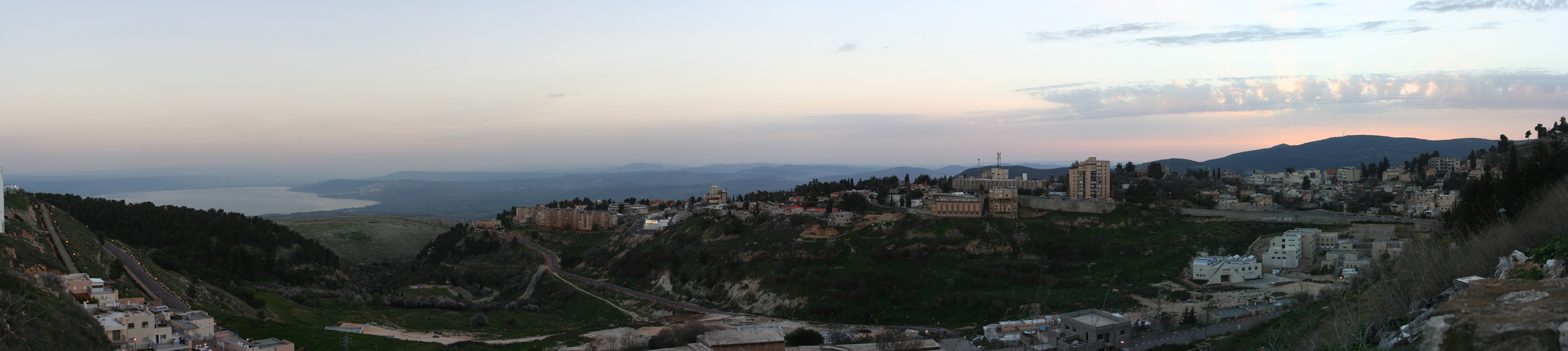
Panorama von Safed mit dem See Genezareth im Hintergrund

## Die Künstlerkolonie

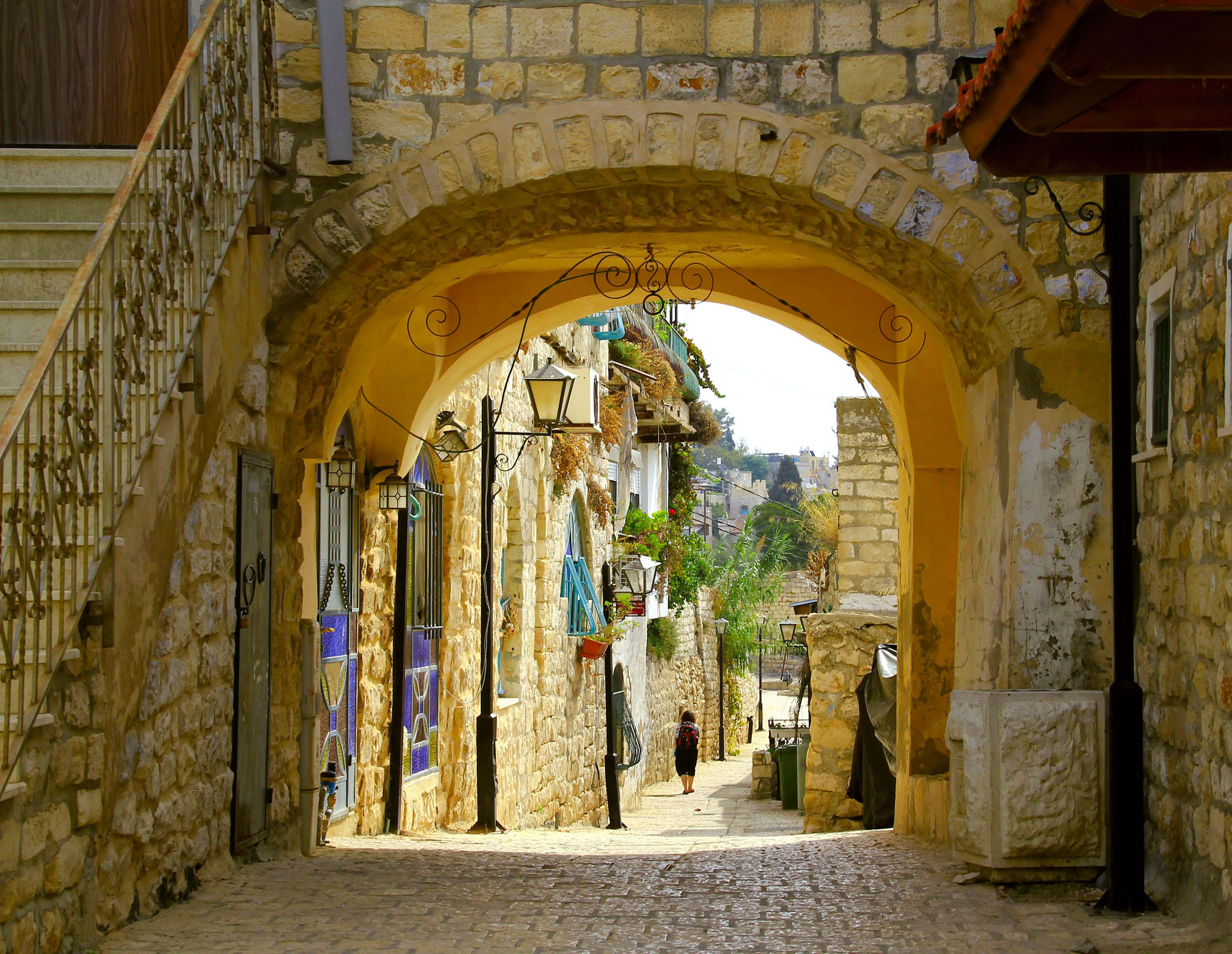
Altstadt von Safed

Seit den frühen 1940er Jahren lebten und arbeiteten bereits Künstler wie Yitzhak Frenkel Frenel und Mosche Kastel in Safed. Zu diesen Künstlern gesellten sich nach dem Unabhängigkeitskrieg und der Vertreibung der arabischen Bevölkerung neben den vielen Immigranten, die die leerstehenden Häuser in Beschlag nahmen, auch viele weitere israelische Künstler. Sie eröffneten Ateliers und Galerien und gründeten die Artists Quarter Association. Zu deren Gründern gehörten Irene Awret und ihr Mann Asriel. Weitere bekannte Künstler, die sich damals in Safed niederließen, waren unter anderem Ziona Tagger, Aryeh Merzer Mordechai Levanon, Yitzhak Amitai, Shimshon Holzman, David Gilboa und Moshe Raviv. Viele dieser Künstler waren mittellos, aber sie teilten ihre Ressourcen, um die Künstlerkolonie am Leben zu erhalten. Als deren Zentrum diente die verlassene Moschee, die nun als Ausstellungsraum genutzt wurde.
Heute leben neue Künstler in Safed. Einige haben ihre Galerien im alten Judenviertel eingerichtet, in denen Touristen vor allem die historischen Synagogen besichtigen. Andere Künstler haben sich in dem alten Künstlerviertel niedergelassen und setzen dessen Tradition fort. Im Herzen des Künstlerviertels werden in der alten Marktmoschee weiterhin Arbeiten von Mitgliedern der Künstlerkolonie ausgestellt. Es gibt dort eine Dauerausstellung sowie Sonderschauen, die von Mitgliedern der Kolonie veranstaltet werden.

## Söhne und Töchter der Stadt
- Dhaher al-Omar (ca. 1690–1775), palästinensischer Emir im 18. Jahrhundert
- Bernhard Sopher (1879–1949), US-amerikanischer Bildhauer
- Jussuf Abbo (1890–1953), jüdischer Künstler
- Samir ar-Rifaʿi (1901–1965), Premierminister von Jordanien
- Moï Ver (1904–1995), Fotograf und Maler
- Yehoshua Bar-Yosef (1912–1992), Schriftsteller
- Mosche Schamir (1921–2004), israelischer Schriftsteller
- Mahmud Abbas (* 1935), palästinensischer Politiker
- Abi Ofarim (Abraham Reichstadt) (1937–2018), israelischer Tänzer, Sänger, Gitarrist und Choreograph
- Esther Ofarim (Esther Zaied) (* 1941), israelische Schauspielerin und Sängerin
- Abu Abbas (1948–2004), Gründer und Anführer der Palästinensischen Befreiungsfront
- Yehiel Bar (* 1975), israelischer Politiker
- Nikola Yozgof‑Orbach (1984–2025), Dichter, Journalist, Forscher, Demograph, Geograph und Literaturwissenschaftler